# エリソ・ボルクヴァゼ

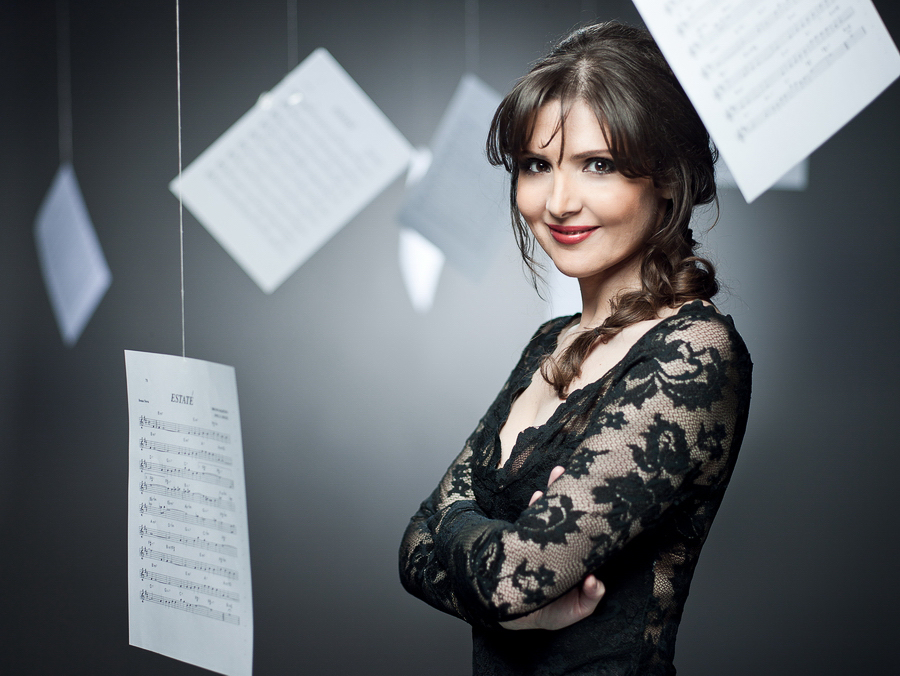
エリソ・ボルクヴァゼ

エリソ・ボルクヴァゼ （Elisso Bolkvadze,1967年 -　）はグルジアのピアニスト。

## 略歴
トビリシに生まれ、同地のトビリシ音楽院で学ぶ。その後、パリでミシェル・ソニーに師事。1989年のヴァン・クライバーン国際ピアノコンクールで第6位、1997年のダブリン国際ピアノコンクールで第3位に入賞。ライプツィヒ・ゲヴァントハウス管弦楽団、サンクトペテルブルク・フィルハーモニー交響楽団、フランス放送フィルハーモニー管弦楽団等と協演。ヤンスク・カヒッゼ指揮トビリシ交響楽団と協演したチャイコフスキーのピアノ協奏曲第1番、ラフマニノフの「パガニーニの主題による狂詩曲」等は高い評価を受ける。